# Бол (Чад)
Бол (араб. بول) — місто республіки  Чад, столиця регіону Лак і департаменту Мамду, який до нього входить. Центр однойменної подпрефектури. Населення міста понад 11 тисяч мешканців.
Місто розташоване на східному березі озера Чад, за 500 кілометрах на південний схід від Нджамени. Неподалік від міста розташований аеропорт Бол-Берим (довжина [злітно-посадкової смуги 800 метрів).

## Населення
| 1993  | 2005   | 2017   |
| ----- | ------ | ------ |
| 7 769 | 10 500 | 11 700 |

За даними перепису населення 2009 року (опублікованими у 2012 році) подпрефектура Бол є 11-ю за величиною в Чаді за кількістю населення — 112 490 осіб (57 806 чоловіків і 54 684 жінок). У деяких джерелах кількості населення міста помилково приписуються або все населення подпрефектури, або всі її міське населення (наприклад, 35 963 осіб у 2009 році).